# Jan Gillisz Valckenier
Jan Gillisz Valckenier (* 1522 in Kampen; † 1592 in Amsterdam) war ein Kaufmann und niederländischer Gesandter in Dänemark und Holstein.

## Biografie
Sein Vater war Jelis (Gillis) Valckenier, der den Beruf des Falckners beim Herzog von Geldern ausführte. Jan Gillisz wohnte zuerst in Norwegen, ließ sich im Jahre 1557 als Kaufmann in Amsterdam nieder und wurde somit zum Stammherr der Amsterdamer Valckeniers. Er war Handelsagent des Königs von Dänemark und politisch als niederländischer Gesandter an den Höfen von Dänemark und Holstein tätig. Valckenier verehelichte sich mit Maria Tengnagel, mit der er neun Kinder hatte. Der älteste Sohn Gillis Jansz Valckenier (1550–1613) war Ratsherr der Admiralität von Amsterdam und Kapitän der Bürgergarde. Er war mit Clara Pauw, der Schwester des Regenten Reinier Pauw, verheiratet und hatte 16 Kinder, darunter den Amsterdamer Bürgermeister Wouter Valckenier.